# Marcin Bornus-Szczyciński
Marcin Bornus-Szczyciński (ur. 1951) – jeden z pionierów wykonawstwa wokalnej muzyki barokowej w Polsce, założyciel zespołu Bornus Consort.

## Życiorys
Ukończył studia na Wydziale Nauk Ekonomicznych Uniwersytetu Warszawskiego. Przez cztery lata pracował jako asystent na Wydziale Zarządzania UW, następnie wybrał wolny zawód artysty muzyka. W 1986 w ramach stypendium rządu francuskiego odbył kurs mistrzowski w Konserwatorium w Paryżu.
Założyciel zespołu Bornus Consort (1981), który powstał w odpowiedzi na zamówienie redakcji muzyki dawnej Polskiego Radia i jako pierwszy w Polsce podjął próbę rekonstrukcji brzmienia małego męskiego zespołu wokalnego, w którym wymagana jest specyficzna technika wokalna. 
Zespół specjalizuje się w polifonii polskiej z przełomu XVI i XVII w. Dokonał wielu nagrań dla Polskiego Radia, a także płyt z utworami Bartłomieja Pękiela, Piotra z Grudziądza, Mikołaja Zieleńskiego, Marcina Mielczewskiego, dzieła wszystkie Wacława z Szamotuł, polskie pieśni wielkopostne, śpiewy o św. Wojciechu, Chansons et Motets, Media vita i in. Koncertował w większości krajów europejskich.
Na zamówienie Teatru Wielkiego w Warszawie przygotował średniowieczny dramat liturgiczny „Ludus Danielis” oraz operę wczesnobarokową autorstwa Marco da Gagliano – „Dafne” (1608). 
Współpracował m.in. z następującymi zespołami i orkiestrami:
- w Polsce
  - Fistulatores et Tubicinatores Varsovienses (Warszawa),
  - Orkiestra Symfoniczna Filharmonii Narodowej (Warszawa),
  - Sinfonia Varsovia (Warszawa),
  - Concerto Palacco (Warszawa),
  - Schola Teatru Węgajty,
- za granicą
  - Ars Cameralis (Praga),
  - Capella Regia Musicalis (Praga),
  - Musica Florea (Praga),
  - Haendelsverenigung (Amsterdam),
  - Les Arts Florissants (Paryż),
  - Codex Calixtinus (Paryż)
  - Hortus Musicus (Tallinn),
  - Linnamuusikud (Tallinn),
  - Akadiemia Starinnoj Muzyki (Moskwa),
  - Musicalische Compagney (Berlin),
  - La Petite Bande (Bruksela),
  - Cantio antiqua (Praga).

Ostatnio poświęcił się niemal wyłącznie monodii, szczególnie liturgicznej. Sam siebie chętniej niż muzykiem nazywa „tradycjonarzem”, zajmującym się rozpoznawaniem, utrwalaniem i upowszechnianiem rozmaitych tradycji lokalnych. 
Od 1991 wykłada liturgiczny śpiew tradycyjny w Kolegium Filozoficzno-Teologicznym oo. Dominikanów w Krakowie i Warszawie. Zainteresowanie dominikańską tradycją liturgiczną od XIII wieku do lat dwudziestych minionego stulecia zaowocowało badaniami we współpracy z francuskim muzykologiem i śpiewakiem, Marcelem Peresem oraz z Dominikiem Vellardem.
Był także inicjatorem i twórcą Festiwalu Muzyki Dawnej w Starym Sączu oraz projektu „Siedem Tradycji” w ramach Festiwalu Kraków 2000. Prowadził międzynarodowy Festiwalu Muzyki Dawnej Pieśń Naszych Korzeni w Jarosławiu. Do XIV edycji był też dyrektorem artystycznym Festiwalu, a obecnie pełni w nim rolę doradcy.

## Nagrody
W 2019 roku został laureatem medalu Per Artem ad Deum (Przez sztukę do Boga), który odebrał 10 czerwca 2019 podczas wystawy Sacroexpo w Kielcach.